# Chặng đua GP Pháp 2021
Chặng đua GP Pháp 2021 (tên chính thức: Formula 1 Emirates Grand Prix de France 2021) là chặng đua thứ bảy của Giải đua xe Công thức 1 2021. Chặng đua diễn ra từ ngày 18 đến ngày 20 tháng 06 năm 2021 ở trường đua Paul Ricard, Pháp. Người chiến thắng là Max Verstappen của đội đua Red Bull Racing.

## Diễn biến chính
Max Verstappen giành pole nhưng lần này anh đã xuất phát không tốt, để mất vị trí dẫn đầu vào tay Lewis Hamilton. Đến lần vào pit đầu tiên thì Verstappen đã nhảy cóc thành công, lấy lại vị trí dẫn đầu.
Đến vòng 32, Verstappen bất ngờ vào pit lần thứ hai. Với bộ lốp mới, tay đua Red Bull liên tục thu hẹp khoảng cách và vượt được đả hai chiếc Mercedes, và giành chiến thắng trong đó cú vượt Hamilton được thực hiện ở vòng áp chót.
Tay đua còn lại của Red Bull là Sergio Pérez cũng thực hiện thành công chiến thuật vào pit muộn, đã chiếm được vị trí thứ 3 của Bottas.
Sau chặng đua, Verstappen tiếp tục dẫn đầu BXH tổng với 131 điểm.

## Kết quả
| Stt                                                                     | Số xe | Tay đua            | Đội đua                   | Lap | Thời gian   | Xuất phát | Điểm |
| ----------------------------------------------------------------------- | ----- | ------------------ | ------------------------- | --- | ----------- | --------- | ---- |
| 1                                                                       | 33    | Max Verstappen     | Red Bull Racing-Honda     | 53  | 1:27:25.770 | 1         | 26   |
| 2                                                                       | 44    | Lewis Hamilton     | Mercedes                  | 53  | +2.904      | 2         | 18   |
| 3                                                                       | 11    | Sergio Pérez       | Red Bull Racing-Honda     | 53  | +8.811      | 4         | 15   |
| 4                                                                       | 77    | Valtteri Bottas    | Mercedes                  | 53  | +14.618     | 3         | 12   |
| 5                                                                       | 4     | Lando Norris       | McLaren-Mercedes          | 53  | +1:04.032   | 8         | 10   |
| 6                                                                       | 3     | Daniel Ricciardo   | McLaren-Mercedes          | 53  | +1:15.857   | 10        | 8    |
| 7                                                                       | 10    | Pierre Gasly       | AlphaTauri-Honda          | 53  | +1:16.596   | 6         | 6    |
| 8                                                                       | 14    | Fernando Alonso    | Alpine-Renault            | 53  | +1:17.695   | 9         | 4    |
| 9                                                                       | 5     | Sebastian Vettel   | Aston Martin-Mercedes     | 53  | +1:19.666   | 12        | 2    |
| 10                                                                      | 18    | Lance Stroll       | Aston Martin-Mercedes     | 53  | +1:31.946   | 19        | 1    |
| 11                                                                      | 55    | Carlos Sainz Jr.   | Ferrari                   | 53  | +1:39.337   | 5         |      |
| 12                                                                      | 63    | George Russell     | Williams-Mercedes         | 52  | +1 lap      | 14        |      |
| 13                                                                      | 22    | Yuki Tsunoda       | AlphaTauri-Honda          | 52  | +1 lap      | PL        |      |
| 14                                                                      | 31    | Esteban Ocon       | Alpine-Renault            | 52  | +1 lap      | 11        |      |
| 15                                                                      | 99    | Antonio Giovinazzi | Alfa Romeo Racing-Ferrari | 52  | +1 lap      | 13        |      |
| 16                                                                      | 16    | Charles Leclerc    | Ferrari                   | 52  | +1 lap      | 7         |      |
| 17                                                                      | 7     | Kimi Räikkönen     | Alfa Romeo Racing-Ferrari | 52  | +1 lap      | 17        |      |
| 18                                                                      | 6     | Nicholas Latifi    | Williams-Mercedes         | 52  | +1 lap      | 16        |      |
| 19                                                                      | 47    | Mick Schumacher    | Haas-Ferrari              | 52  | +1 lap      | 15        |      |
| 20                                                                      | 9     | Nikita Mazepin     | Haas-Ferrari              | 52  | +1 lap      | 18        |      |
| Fastest lap: Max Verstappen (Red Bull Racing-Honda) – 1:36.404 (lap 35) |       |                    |                           |     |             |           |      |

Nguồn: Trang chủ Formula1

## Bảng xếp hạng sau chặng đua
(Chỉ liệt kêt top 5 tay đua và đội đua)
|           | Stt | Tay đua         | Điểm |
| --------- | --- | --------------- | ---- |
| Unchanged | 1   | Max Verstappen  | 131  |
| Unchanged | 2   | Lewis Hamilton  | 119  |
| Unchanged | 3   | Sergio Pérez    | 84   |
| Unchanged | 4   | Lando Norris    | 76   |
| 1         | 5   | Valtteri Bottas | 59   |
| Nguồn:    |     |                 |      |

|           | Stt | Đội đua               | Điểm |
| --------- | --- | --------------------- | ---- |
| Unchanged | 1   | Red Bull Racing-Honda | 215  |
| Unchanged | 2   | Mercedes              | 178  |
| 1         | 3   | McLaren-Mercedes      | 110  |
| 1         | 4   | Ferrari               | 94   |
| Unchanged | 5   | AlphaTauri-Honda      | 45   |
| Nguồn:    |     |                       |      |